# Leucocelis lerui
Leucocelis lerui är en skalbaggsart som beskrevs av Franz Antoine 2002. Leucocelis lerui ingår i släktet Leucocelis och familjen Cetoniidae. Inga underarter finns listade i Catalogue of Life.